# Félix Vallotton
Félix Edouard Vallotton (Lausana, 28 de dezembro de 1865 - Neuilly-sur-Seine, 29 de dezembro de 1925) foi um pintor e gravurista suíço associado com Les Nabis. Ele foi uma figura importante no desenvolvimento da xilogravura moderna.
Nascido no seio de uma família burguesa protestante; ingressou em 1882 na Académie Julian, em Paris, então frequentada por muitos artistas pós-impressionistas, incluindo os futuros integrantes do grupo Les Nabis.
Provavelmente foi por instigação de seu amigo Charles Maurin que interessou-se por gravura em madeira em 1891, numa época em que a litografia colorida era mais popular.
A xilogravura lhe permitiu fazer imagens expressivas, em preto-e-branco, caracterizadas por seus temas singulares e um estilo muito sintético, incisivo, reforçado pela ausência de gradiente. Sua fama tornou-se internacional por conta de suas xilogravuras e ilustrações.
Participou regularmente em várias exposições (Salon des Artistes Français, Salon des Indépendants, Salon d'Automne). A última década do século também é marcada por seu trabalho como ilustrador, especialmente para o magazine literário “La Revue Blanche”.
Uniu-se ao grupo Les Nabis de 1893 a 1903, por influência de seu amigo Édouard Vuillard.
Casou-se em 1899 com Gabrielle Bernheim (1863-1932), filha do negociante de arte Alexandre Bernheim. Obteve a nacionalidade francesa por decreto de naturalização no ano seguinte.
Valloton então abandonou a gravura em favor da pintura de cenas interiores, depois dedica-se a temas clássicos, paisagens, nus, retratos e naturezas-mortas que ele traduz de uma maneira pessoal, fora das correntes contemporâneas.
Sua primeira exposição individual aconteceu em Zurique em 1909. A partir de então, exibe regularmente em Paris, e participa de exposições internacionais na Europa e nos Estados Unidos.
Félix Vallotton sempre buscava novas formas de expressão. Publicava ocasionalmente críticas de arte, além de outros escritos. Escreveu três romances, incluindo o semi-autobiográfico “La Vie Meurtrière”, iniciado em 1907 e publicado postumamente. Também escreveu oito peças teatrais, algumas das quais foram encenadas entre 1904 e 1907.
Tocado pelo horror da Primeira Guerra Mundial, ele encontra no conflito uma fonte de inspiração que o faz retornar ao meio de xilogravura pela primeira vez desde 1901; para expressar seus sentimentos por seu país adotivo na série “C’est La Guerre” executada entre 1915 e 1916.
Vallotton morreu em 1925 após uma cirurgia para retirada de um câncer. Está sepultado em Paris no cemitério de Montparnasse.